# 1264
Năm 1264 là một năm trong lịch Julius.

## Mất
- Trần Thủ Độ, Tể tướng, Thái sư người sáng lập nhà Trần tức 24 tháng 1 năm Giáp Tý (s. 1194)
- Tống Lý Tông băng hà.